# شارل أميدي دوق نيمور
شارل أميدي من سافوي (بالفرنسية: Charles Amédée de Savoie-Nemours)‏ دوق نيمور (12 أبريل 1624 - 30 يوليو 1652)؛ كان نبيل وقائد عسكري فرنسي، بحيث أنه والد دوقة سافوي وملكة البرتغال.

## السيرة الذاتية
شارل أميدي هو ابن الأوسط لـ هنري دوق نيمور الثالث وآن من لورين ابنة دوق أومال، يرجع نسبه من حيث الذكور إلى فيليبو الثاني دوق سافوي.
كان شارل أميدي ضم قوات فلاندرز التابعة لملك إسبانيا في 1645، وفي العام التالي قاد سلاح الفرسان الخفيف في حصار كورتريك، وأيضا شارك في حرب لافروند (بين المملكة الفرنسية وأمراء الدم).
في 11 يوليو 1643 تزوج في قصر اللوفر من إليزابيث دي بوربون حفيدة هنري الرابع ملك فرنسا (من خط الغير شرعي)، وكان للزوجين خمسة أبناء وبالإضافة إلى ابن ميت:-
- ماري جان باتيست مدموزيل نيمور (1644-1724)؛ تزوجت من ابن عمها البعيد كارلو إمانويلي الثاني دوق سافوي؛ لديهم ابناً واحداً.[5]
- طفل ميت.
- ماري فرانسواز إليزابيث مدموزيل أومال (1646-1683)؛ تزوجت أولاً من أفونسو السادس ملك البرتغال ليس لديهم أبناء، ثم من شقيقه بيدرو الثاني لديهم ابنة واحدة.
- جوزيف (1649).
- فرانسوا (1650).
- شارل أميدي (1651).

قُتل شارل أميدي على يد نسيبه فرانسوا دي بوربون دوق بورفوت من خلال مبارزة في 1652، ودفن كاتدرائية نوتردام في آنسي التي كانت عاصمة جنيفوا وكذلك دوقات نيمور، شقيقه الأصغر هنري رئيس أساقفة ريمس ترك الكهنوت وأصبح دوق نيمور التالي.